# Kristi Cline
Kristi Cline (nacida el 4 de mayo de 1980 en Lubbock, Texas) es una modelo y actriz norteamericana que fue elegida playmate de septiembre de 1999 de la revista playboy. Además de su aparición en la revista también lo hizo en varios videos playboy.